# 739

## Починали
- 7 ноември – Вилиброрд, англосаксонски духовник